# Rhagoletis emiliae
Rhagoletis emiliae
 es una especie de insecto del género Rhagoletis de la familia Tephritidae del orden Diptera. 
Richter la describió científicamente por primera vez en el año 1974.